# Famille de Villars (Dombes)
Ne doit pas être confondu avec Famille de Villars (Lyonnais) ou Maison de Thoire-Villars.
La famille de Villars est un lignage noble, dont l'autorité s'étendait, au XIIe siècle, sur la majeure partie de la Dombes. L'existence de cette puissante famille est cependant relativement brève car, si elle est mentionnée de façon certaine au début du XIe siècle, elle s'éteint dès la fin du siècle suivant avec la mort, sans héritier masculin, d'Étienne II de Villars et se fond dans la famille de Thoire-Villars.

## Armes
| Famille de Villars | Les armes de la famille de Villars se blasonnent ainsi : de gueules fretté d'or de six pièces. |

Les premiers seigneurs de Villars ne portaient pas pour armes "bandé d'or et de gueules de six pièces". Ce dernier blason ne fut en effet que celui de la famille de Thoire-Villars, c'est-à-dire qu'il ne fut adopté qu'après le mariage d'Étienne de Thoire avec Agnès de Villars et l'union des deux seigneuries (vers 1190 ou peu après). La confusion vient du fait que les cadets de ce lignage, qui portaient donc ces nouvelles armes, adoptèrent pour patronyme le nom de Villars tandis que l'aîné seul portait celui de Thoire-Villars.[réf. nécessaire]

## Titres
Liste non exhaustive des titres que porta la famille de Villars suivant les périodes :
- seigneurs de Lignieux, Villars (cf. Villars).

## Histoire

### Origine
Comme celle des sires de Coligny et celle des sires de Bâgé, l'histoire des origines de cette famille semble partiellement légendaire.
Le premier membre de cette famille dont l'existence est attestée par les sources est Étienne qui était seigneur de Villars en 1030. Son nom figure en effet parmi ceux des témoins d'une donation faite par Guichard de Beaujeu au chapitre de Mâcon.
Son fils Adalard lui succéda avant 1080 à la tête de cette seigneurie tandis que son cadet, Blandin, qui avait été destiné à l'Église, est mentionné dans le catalogue des chanoines-comtes de Lyon en 1086.

### Expansion
Ulrich, qui était seigneur de Villars en 1130, est comme ses prédécesseurs, surtout connu par ses actes de donations aux monastères proches de ses domaines. Il semble avoir eu pour objectif d'étendre l'influence de son lignage sur la rive orientale de l'Ain comme l'indique son mariage avec Poncia de l'Isle. Issue de la famille de l'Isle-Saint-Vulbas, cette dernière était d'un rang inférieur aux puissants seigneurs de Villars mais les possessions de sa famille, entre Ain et Rhône, sur les marches de la baronnie des Coligny, ouvraient d'intéressantes perspectives d'expansion en Bas-Bugey.

### Disparition
Étienne II de Villars, connu pour avoir pris la Croix en 1152, n'eut pour seule descendance qu'une fille nommée Agnès. Il mourut vers 1188 en lui léguant l'ensemble de ses biens qu'elle apporta par mariage au sire de Thoire ; donnant ainsi naissance à la famille de Thoire-Villars.

## Généalogie
- Étienne de Villars (vivant en 1030), seigneur de Villars en 1030.
  - Adalard Ier de Villars (vivant av. 1080 et vers 1100), chevalier, seigneur de Villars, de Ligneux, témoin en 1080 et caution du sire de Baugé envers l'Église de Mâcon[2].
    - Adalard II (vivant en 100-1130), seigneur de Villars
      - Ulrich ou Uldrich de Villars (vivant en 1130)[2], seigneur de Villars, de Lignieux, ∞ Poncie de l'IIe-Saint-Vulbas, sœur de Guy de l'Ile-Saint-Vulbas, chevalier.
        - Étienne II de Villars (vivant vers 1145-†vers 1188), seigneur de Villars, il fit une donation à l'abbaye de Saint-Sulpice-en-Bugey, en 1145. En 1150, il prit en fief de Girin, abbé de l'Île-Barbe, le château et le péage de Rochetaillée, qu'il engagea l'année suivante à l'Église de Lyon. Il se croisa en 1152 et fit une nouvelle donation à l'Île-Barbe en 1186. Il ne laissa qu'une fille[2],[3].
          - Agnès de Villars (vivante en 1187), ∞ vers 1187 à Étienne de Thoire qui prit le nom de Thoire-Villars et les armes de Villars[3].

        - Ulrich (vivant en 1175), chanoine, puis doyen en l'Église de Lyon, qui fit une concession à l'abbaye de Chassagne, vers 1175.
        - Adalard (vivant en 1174-1176), chevalier
          - Ulrich (vivant en 1174-1176), chevalier, seigneur de lignieux.

  - Girard, damoiseau
  - Rodolphe (vivant en 1080), homme d'église, qui fit don, en 1080 avec son frère Girard, au monastère de Cluny, de l'église de Villars et des droits qu'il avait en la seigneurie de Villars.

## Personnalités
- Bladin II, chanoine de Lyon vers 1080, doyen en 1086[4]
- Ulrich de Villars, chanoine puis doyen de Lyon, en 1174. Neveu de Bladin II.
- Ponce I de Villars, prieur de la Chartreuse de Seillon, évêque de Mâcon (1140-1161)[5]. Vachet, reprenant la tradition, place ce dernier dans la famille de Thoire, le confondant avec Ponce II de Rochebaron.

## Possessions
La famille de Villars a possédé :
- le château d'Ambérieux-en-Dombes, à Ambérieux-en-Dombes (XIIe-????) ;
- le château de Loyes, à Villieu-Loyes-Mollon (v.1145-1187) ;
- le château de Lignieux, à Saint-Jean-de-Thurigneux (vers 1100-1186) ;
- le château de Villars, à Villars-les-Dombes.